# Tallassee (Alabama)
Tallassee város az USA Alabama államában, Elmore és Tallapoosa megyében. Lakosainak száma 4763 fő (2020. április 1.).

## Népesség
A település népességének változása:
| Lakosok száma | 4934 | 4819 | 4763 |
|               | 2000 | 2010 | 2020 |